# Informació sobre l'estat del canal
En les comunicacions sense fil, la informació d'estat del canal (CSI) són les propietats conegudes del canal d'un enllaç de comunicació. Aquesta informació descriu com es propaga un senyal des del transmissor fins al receptor i representa l'efecte combinat de, per exemple, la dispersió, l'esvaïment i la disminució de la potència amb la distància. El mètode s'anomena estimació de canal. La CSI permet adaptar les transmissions a les condicions actuals del canal, cosa que és crucial per aconseguir una comunicació fiable amb altes taxes de dades en sistemes multiantena.
Cal estimar el CSI al receptor i normalment quantificar-lo i retroalimentar -lo al transmissor (tot i que l'estimació d'enllaç invers és possible en sistemes dúplex per divisió de temps (TDD)). Per tant, el transmissor i el receptor poden tenir un CSI diferent. El CSI al transmissor i el CSI al receptor de vegades s'anomenen CSIT i CSIR, respectivament.

## Diferents tipus d'informació sobre l'estat del canal
Bàsicament hi ha dos nivells d'ICS, és a dir, l'ICS instantani i l'ICS estadístic.
CSI instantani (o CSI a curt termini) significa que es coneixen les condicions actuals del canal, cosa que es pot veure com conèixer la resposta impulsional d'un filtre digital. Això dóna l'oportunitat d'adaptar el senyal transmès a la resposta impulsional i, per tant, optimitzar el senyal rebut per a la multiplexació espacial o aconseguir taxes d'error de bit baixes.
L'ICS estadístic (o ICS a llarg termini) significa que es coneix una caracterització estadística del canal. Aquesta descripció pot incloure, per exemple, el tipus de distribució de l'esvaïment, el guany mitjà del canal, el component de la línia de visió i la correlació espacial. Igual que amb l'ICS instantani, aquesta informació es pot utilitzar per a l'optimització de la transmissió.
L'adquisició de CSI està pràcticament limitada per la rapidesa amb què canvien les condicions del canal. En sistemes d'esvaïment ràpid on les condicions del canal varien ràpidament sota la transmissió d'un únic símbol d'informació, només el CSI estadístic és raonable. D'altra banda, en sistemes d'esvaïment lent, el CSI instantani es pot estimar amb una precisió raonable i utilitzar-se per a l'adaptació de la transmissió durant un temps abans de quedar obsolet.
En sistemes pràctics, el CSI disponible sovint es troba entre aquests dos nivells; el CSI instantani amb algun error d'estimació/quantització es combina amb informació estadística.

## Descripció matemàtica
En un canal de banda estreta amb esvaïment pla i múltiples antenes de transmissió i recepció ( MIMO ), el sistema es modela com a
{\displaystyle \mathbf {y} =\mathbf {H} \mathbf {x} +\mathbf {n} }
on {\displaystyle \mathbf {y} } i {\displaystyle \mathbf {x} } són els vectors de recepció i transmissió, respectivament, i {\displaystyle \mathbf {H} } i {\displaystyle \mathbf {n} } són la matriu del canal i el vector de soroll, respectivament. El soroll sovint es modela com a normal complexa simètrica circular amb
{\displaystyle \mathbf {n} \sim {\mathcal {CN}}(\mathbf {0} ,\,\mathbf {S} )}
on el valor mitjà és zero i la matriu de covariància del soroll {\displaystyle \mathbf {S} } és conegut.

### CSI instantani
Idealment, la matriu del canal {\displaystyle \mathbf {H} } es coneix perfectament. A causa d'errors d'estimació del canal, la informació del canal es pot representar com a
{\displaystyle {\mbox{vec}}(\mathbf {H} _{\textrm {estimate}})\sim {\mathcal {CN}}({\mbox{vec}}(\mathbf {H} ),\,\mathbf {R} _{\textrm {error}})}
on {\displaystyle \mathbf {H} _{\textrm {estimate}}} és l'estimació del canal i {\displaystyle \mathbf {R} _{\textrm {error}}} és la matriu de covariància d'error d'estimació. La vectorització {\displaystyle {\mbox{vec}}()} es va utilitzar per aconseguir l'apilament de columnes de {\displaystyle \mathbf {H} }, ja que les variables aleatòries multivariants se solen definir com a vectors.

### CSI estadístic
En aquest cas, les estadístiques de {\displaystyle \mathbf {H} } són coneguts. En un canal de Rayleigh esvaint, això correspon a saber que
{\displaystyle {\mbox{vec}}(\mathbf {H} )\sim {\mathcal {CN}}(\mathbf {0} ,\,\mathbf {R} )}
per a alguna matriu de covariància de canal coneguda {\displaystyle \mathbf {R} }.

## Estimació de l'ICS
Com que les condicions del canal varien, cal estimar el CSI instantani a curt termini. Un mètode popular és l'anomenada seqüència d'entrenament (o seqüència pilot), on es transmet un senyal conegut i la matriu del canal {\displaystyle \mathbf {H} } s'estima utilitzant el coneixement combinat del senyal transmès i rebut.
Denota la seqüència d'entrenament {\displaystyle \mathbf {p} _{1},\ldots ,\mathbf {p} _{N}}, on el vector {\displaystyle \mathbf {p} _{i}} es transmet pel canal com a
{\displaystyle \mathbf {y} _{i}=\mathbf {H} \mathbf {p} _{i}+\mathbf {n} _{i}.}
Combinant els senyals d'entrenament rebuts {\displaystyle \mathbf {y} _{i}} per {\displaystyle i=1,\ldots ,N}, la senyalització d'entrenament total esdevé
{\displaystyle \mathbf {Y} =[\mathbf {y} _{1},\ldots ,\mathbf {y} _{N}]=\mathbf {H} \mathbf {P} +\mathbf {N} }
amb la matriu d'entrenament {\displaystyle \mathbf {P} =[\mathbf {p} _{1},\ldots ,\mathbf {p} _{N}]} i la matriu de soroll {\displaystyle \mathbf {N} =[\mathbf {n} _{1},\ldots ,\mathbf {n} _{N}]}.
Amb aquesta notació, l'estimació del canal significa que {\displaystyle \mathbf {H} } s'hauria de recuperar del coneixement de {\displaystyle \mathbf {Y} } i {\displaystyle \mathbf {P} }.

### Estimació per mínims quadrats
Si les distribucions de canal i soroll són desconegudes, aleshores l'estimador de mínims quadrats (també conegut com a estimador no esbiaixat de mínima variància) és
{\displaystyle \mathbf {H} _{\textrm {LS-estimate}}=\mathbf {Y} \mathbf {P} ^{H}(\mathbf {P} \mathbf {P} ^{H})^{-1}}
on {\displaystyle ()^{H}} denota la transposició conjugada. L'error quadràtic mitjà d'estimació (MSE) és proporcional a
{\displaystyle \mathrm {tr} (\mathbf {P} \mathbf {P} ^{H})^{-1}}
on {\displaystyle \mathrm {tr} } denota la traça. L'error es minimitza quan {\displaystyle \mathbf {P} \mathbf {P} ^{H}} és una matriu d'identitat escalada. Això només es pot aconseguir quan {\displaystyle N} és igual (o més gran que) el nombre d'antenes transmissores. L'exemple més senzill d'una matriu d'entrenament òptima és seleccionar {\displaystyle \mathbf {P} } com una matriu d'identitat (escalada) de la mateixa mida que el nombre d'antenes transmissores.

### Estimació MMSE
Si es coneixen les distribucions de canal i soroll, aquesta informació a priori es pot aprofitar per disminuir l'error d'estimació. Aquest mètode es coneix com a estimació bayesiana i, per als canals de Rayleigh esvaint, aprofita que
{\displaystyle {\mbox{vec}}(\mathbf {H} )\sim {\mathcal {CN}}(0,\,\mathbf {R} ),\quad {\mbox{vec}}(\mathbf {N} )\sim {\mathcal {CN}}(0,\,\mathbf {S} ).}
L'estimador MMSE és la contrapart bayesiana de l'estimador de mínims quadrats i esdevé
{\displaystyle {\mbox{vec}}(\mathbf {H} _{\textrm {MMSE-estimate}})=\left(\mathbf {R} ^{-1}+(\mathbf {P} ^{T}\,\otimes \,\mathbf {I} )^{H}\mathbf {S} ^{-1}(\mathbf {P} ^{T}\,\otimes \,\mathbf {I} )\right)^{-1}(\mathbf {P} ^{T}\,\otimes \,\mathbf {I} )^{H}\mathbf {S} ^{-1}{\mbox{vec}}(\mathbf {Y} )}
on {\displaystyle \otimes } denota el producte de Kronecker i la matriu d'identitat {\displaystyle \scriptstyle \mathbf {I} } té la dimensió del nombre d'antenes receptores. L'estimació MSE és
{\displaystyle \mathrm {tr} \left(\mathbf {R} ^{-1}+(\mathbf {P} ^{T}\,\otimes \,\mathbf {I} )^{H}\mathbf {S} ^{-1}(\mathbf {P} ^{T}\,\otimes \,\mathbf {I} )\right)^{-1}}
i es minimitza mitjançant una matriu d'entrenament {\displaystyle \mathbf {P} } que en general només es pot derivar mitjançant l'optimització numèrica. Però existeixen solucions heurístiques amb bon rendiment basades en l'ompliment d'aigua. A diferència de l'estimació per mínims quadrats, l'error d'estimació per a canals espacialment correlacionats es pot minimitzar fins i tot si {\displaystyle N} és més petit que el nombre d'antenes de transmissió.  Per tant, l'estimació MMSE pot disminuir l'error d'estimació i escurçar la seqüència d'entrenament requerida. Tanmateix, també necessita el coneixement de la matriu de correlació del canal. {\displaystyle \mathbf {R} } i matriu de correlació de soroll {\displaystyle \mathbf {S} } En absència d'un coneixement precís d'aquestes matrius de correlació, cal prendre decisions sòlides per evitar la degradació de l'MSE.

### Estimació de xarxes neuronals
Amb els avenços de l'aprenentatge profund, hi ha hagut treballs que mostren que la informació de l'estat del canal es pot estimar mitjançant xarxes neuronals com ara CNN 2D/3D i obtenir un millor rendiment amb menys senyals pilot. La idea principal és que la xarxa neuronal pot fer una bona interpolació en temps i freqüència.

## Estimació assistida per dades versus estimació cega
En un enfocament assistit per dades, l'estimació del canal es basa en algunes dades conegudes, que es coneixen tant al transmissor com al receptor, com ara seqüències d'entrenament o dades pilot.  En un enfocament cec, l'estimació es basa només en les dades rebudes, sense cap seqüència transmesa coneguda. El compromís és la precisió versus la sobrecàrrega. Un enfocament assistit per dades requereix més amplada de banda o té una sobrecàrrega més alta que un enfocament cec, però pot aconseguir una millor precisió d'estimació del canal que un estimador cec.